# Lemovier
Die Lemovier werden von Tacitus in der Germania zusammen mit den Rugiern als Nachbarn der Goten erwähnt. Einigen Handschriften der Germania wird auch die Schreibweise Lemonier entnommen. Beide Stämme würden sich durch „runde Schilde, kurze Schwerter und Gehorsam gegenüber ihren Königen“ auszeichnen.
Aufgrund dieser Angabe werden die Lemovier für die Zeit um 100 u. Z. geographisch im Bereich der südlichen Ostseeküste im Raum zwischen Oder und Weichsel verortet. In weiteren Quellen werden die Lemovier unter diesem Namen nicht genannt. Daher wurde eine Gleichsetzung mit den Turcilingi erwogen, die zugleich mit den Rugiern in antiken Quellen auftauchen; dagegen spricht, dass eine alanische Herkunft dieser Bezeichnung wahrscheinlicher ist.
Neben weiteren Gleichsetzungsversuchen erscheint die Auffassung, dass die Lemovier mit den im Widsith genannten Glommas identisch seien, am tragfähigsten. Zum einen tauchen auch hier Rugier (Holmrygas = Insel- oder See-Rugier) auf und zum anderen haben beide Bezeichnungen die gleiche Bedeutung, nämlich „die Bellenden“.
Vers 20 des Widsith
Casere weold Creacum ond Cælic Finnum,

Hagena Holmrygum ond Heoden Glommum.

Witta weold Swæfum, Wada Hælsingum,

Meaca Myrgingum, Mearchealf Hundingum.

þeodric weold Froncum, þyle Rondingum,

= Hagen herrscht über die Inselrugier und Heoden über die Glommas
Vers 65 des Widsith
ond mid Burgendum, þær ic beag geþah;

me þær Guðhere forgeaf glædlicne maþþum

songes to leane. Næs þæt sæne cyning!

Mid Froncum ic wæs ond mid Frysum ond mid Frumtingum.

Mid Rugum ic wæs ond mid Glommum ond mid Rumwalum.

= Ich war bei den Rugiern und den Glommas und den Römern
Auch in der germanischen Heldensage lassen sich Entsprechungen finden. Der König Ethel/Hethin entführt Hilda, die Tochter des Königs Hagen, was diesem missfällt und zu einem Kampf auf der Insel Hiddensee führt.
Ob die Lemovier zu den Elbgermanen zählen oder den Ostgermanen zuzuordnen sind, ist unklar. Für eine ursprünglich skandinavische Herkunft könnte der Fluss Glomma im südöstlichen Norwegen herhalten.
In archäologischer Hinsicht wird die Oxhöft-Kultur mit Teilen der Rugier und Lemovier in Verbindung gebracht. Gleiches gilt für die Plöwener Gruppe der Uecker-Randow-Region. sowie die Dębczyno-Gruppe.